# Vettius Valens
Vettius Valens (Antiochia, 120. február 8. – 175 k.) görög asztrológus, egy Anthologiai (Asztrológiai gyűjtemény) címet viselő gyűjteményes kötet szerzője.
Életéről csupán munkája révén rendelkezünk megbízható információkkal. Ezek szerint 120. február 8-án született Antiochiában, fogantatásának idejét pedig maga 119. május 13-ára számította. 155-ben veszélyes tengeri utazást tett, amely alkalmával mind kalózok, mind vihar fenyegette. Ezt követően Egyiptomba utazott, ahol sok tanítónál kereste a bölcsességet. 173 után nem sokkal hunyhatott el.
Műve az asztrológia iránti mélységes elkötelezettségről tanúskodik. Vélhetően több részletben írta meg, ránk egy 3. századi egybeszerkesztést és kiegészítést követő 5. századi átdolgozás maradt, amely 9 könyvbe rendezi mindazt, amit Valens az asztrológia alapjairól és a születési asztrológiáról írt. Érdeklődésének középpontjában a prognózis áll, így a munka nagyobb része a más forrásból is ismert, vagy éppen csak Valensre jellemző prognózismódszereket tárgyalja.
A későbbi görög asztrológusok – így például Rhétoriosz – gyakran idézik. Minden bizonnyal a 3. században perzsa fordítás is készült belőle, amelyet a 6. századi Burdzsmihr – akit az arab források Buzurdzsmihrként emlegetnek – kommentárral látott el. A perzsa és arab asztrológiára óriási befolyással volt, Válísz ar-Rúmi néven több legendás történetben szerepelt, például mint az a bizonyos asztrológus, aki a perzsa nagykirály kérésére elbírálta Mohamed születését.